# Georg Büchner

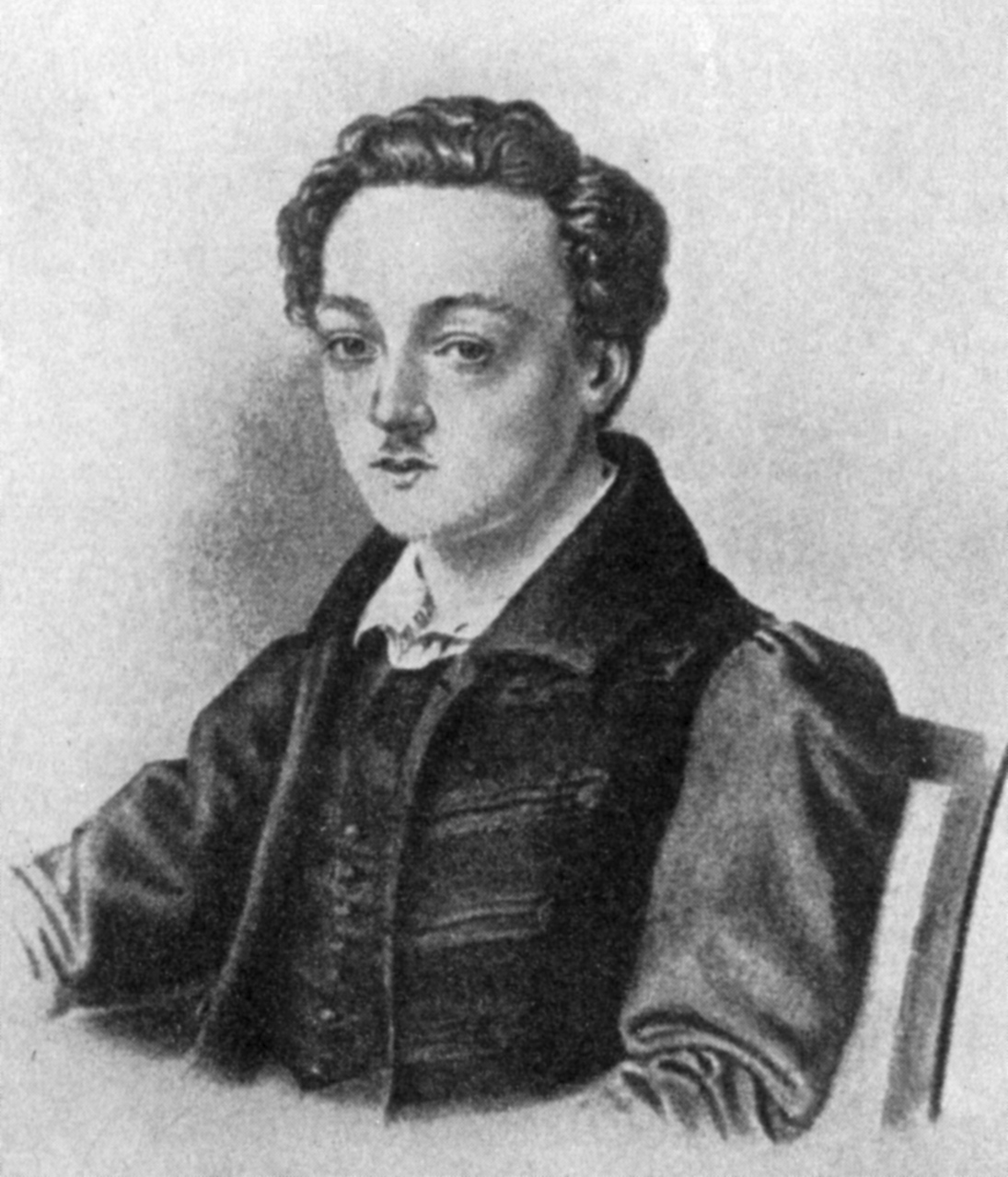
Georg Büchner rond 1830

Georg Büchner (Goddelau, 17 oktober 1813 - Zürich, 19 februari 1837) was een avant-gardistisch Duits schrijver uit de Vormärz, en een maatschappelijk revolutionair.

## Leven
Büchner was de zoon van een chirurg uit Hessen. In zijn jeugd in Darmstadt schreef hij vooral verhandelingen en gedichten, en sloot zich bij een politiek oppositiegroepje aan. De groothertog van Hessen stond hem in 1831 toe, vier semesters in Straatsburg te studeren; hij studeerde er geneeskunde en verbleef er bij een dominee, Johann Jakob Jaeglé, met wiens dochter Minna (Wilhelmine) hij een aanvankelijk heimelijke relatie aanging. In 1833 vervolgde hij zijn studie in Gießen, maar viel ten prooi aan hersenvliesontsteking, waardoor hij noodgedwongen naar Darmstadt diende terug te keren. Het daaropvolgende jaar speelde Büchner, die door zijn Franse ervaringen nog gesterkt was in zijn revolutionaire, saint-simonistische opvattingen, een cruciale rol bij de oprichting van de Gesellschaft der Menschenrechte, geïnspireerd op de Société des Droits de l'Homme et du Citoyen. Hij kreeg hiervoor de steun van de rector van de universiteit van Gießen, Friedrich Ludwig Weidig.
In 1834 schreef Büchner met Weidig een berucht geworden opruiend pamflet, Der Hessische Landbote, waarin hij als een razende tekeerging tegen het onderdrukkende regime dat in Hessen heerste. Hij stelde de vorst als een bloeddorstig monster voor, dat de boerenbevolking verpletterde en uitbuitte. Het schotschrift was gelardeerd met statistische gegevens over de militaire uitgaven van Hessen, en werd onder de boeren verdeeld, met de bedoeling een volksrevolutie uit te lokken. Het opzet mislukte echter omdat vele boeren de pamfletten aan de politie overhandigden, en omdat een spion de Gesellschaft der Menschenrechte verklikt had. Büchners huis werd doorzocht; hij hield zich gedeisd en schreef in 1835 zijn toneelstuk Dantons Tod, over de Franse Revolutie. In dit stuk schildert Büchner met een onverbiddelijk realisme het verval (zowel wereldlijk als geestelijk) van de Franse revolutionaire politicus Georges Danton. Uiteindelijk vluchtte hij voor het gerecht naar Straatsburg, vermits hij in Hessen gezocht werd. In Straatsburg schreef hij zijn enige novelle, Lenz, over een periode in het leven van Jakob Michael Reinhold Lenz. Het daaropvolgende jaar promoveerde hij aan de universiteit van Zürich tot doctor met een proefschrift over het zenuwstelsel van de barbeel, en ondertussen nam hij deel aan een toneelschrijfwedstrijd met zijn komedie Leonce und Lena, die hij echter te laat instuurde. In 1836, toen hij naar Zürich was verhuisd, schreef hij nog aan een nieuw toneelstuk, Woyzeck, dat onvoltooid is gebleven. In 1837 stierf hij op drieëntwintigjarige leeftijd aan tyfus.

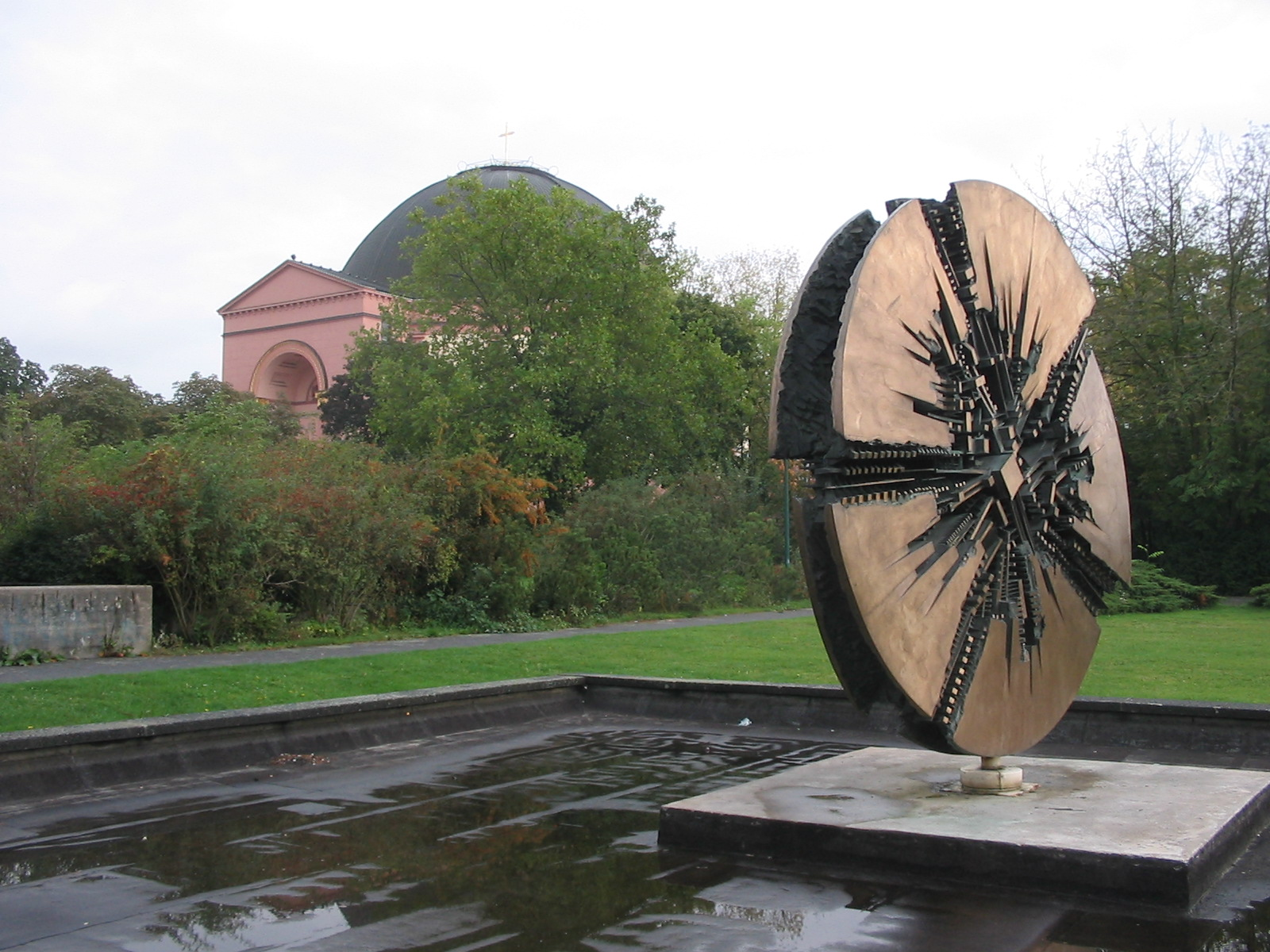
Grande Disco (1973) Arnaldo Pomodoro - Denkmal für Georg Büchner in Darmstadt

De weinige werken van Büchner, in feite slechts vier (hij is dan ook zeer jong gestorven), zijn vermaard om hun radicaal breken met de literaire traditie. De grotendeels historische stof voor Lenz haalde hij tijdens een reis door de Vogezen; de novelle begint in medias res en beschrijft de wankele geestestoestand van de ongelukkige dichter op een pregnante, haast filmische wijze. Door de crisis van de waanzin van de Sturm-und-Drang-persoon Reinhold Lenz naar voren te brengen, analyseert Büchner als het ware de menselijke ziel, en dit op een manier die aan Dostojewski doet denken. Het hoofdthema van dit stuk is dan ook de zinloosheid van alles. Het stuk eindigt met de zin "So lebte er hin"; zonder doel of zin leeft hij maar verder.
Leonce und Lena is een vinnige satire over Prins Leonce van het minirijk Popo, die moet huwen met Prinses Lena van het minirijk Pipi — de hele constellatie is kunstmatig en lachwekkend in haar bevreemdendheid; De passief/pessimistische Leonce ontsnapt uit het rijk van zijn volledig van de wereld vervreemde koning-vader, doorreist ontelbare ministaatjes met zijn enkel op levenslust gerichte dienaar Valerio. Per toeval ontmoeten ze de eveneens voor het huwelijk gevluchte Lena. Leonce en Lena worden verliefd, maar die liefde verwordt tot een mechanistisch robothuwelijk. De toon is niet enkel politiek, maar ook algemeen-levensbeschouwelijk subversief: „Ongelukkige, u schijnt aan idealen te lijden!“ Achter het opgewekte spel in deze komedie merkt men toch steeds Büchners tragische besef van de nietigheid van het leven.
Geen enkel van Büchners stukken werd tijdens zijn leven opgevoerd, en vooral Woyzeck is door zijn onvoltooidheid steeds intrigerend gebleven: dit waar gebeurde verhaal is georganiseerd in een reeks scènes waarvan de volgorde niet met zekerheid kan worden bepaald, wat veel ruimte voor de regie laat, maar eveneens een grote uitdaging stelt. De dialogen, in een dialectische of ten minste niet-standaardvariant van het Duits, zijn bizar en vervreemdend: personages praten langs elkaar heen en lijken te twijfelen aan de inhoud van wat ze zeggen. Het geheel geeft de indruk alsof het zich in de geest van een ijlende afspeelt. Dit stuk heeft door zijn ongewone eigenschappen een soort cult-status verworven.
Büchner is een van de opmerkelijkste figuren uit de Duitse literatuur: tijdens zijn zeer korte leven heeft hij vier werken van uitzonderlijk experimentele kwaliteit afgeleverd, die voor twintigste-eeuwse avant-garde-auteurs een inspiratiebron vormden; zo heeft Alban Berg op het fragmentarische scenario van Woyzeck zijn opera Wozzeck gebaseerd, en worden de anarchistische stijlbreuken van Büchner als een voorloper van de vervreemding van Brecht beschouwd. Zijn revolutionaire karakter en fundamentele twijfel aan gemeenschappelijke morele waarden, gepaard met een doordrongenheid van de 'zinloosheid van het bestaan', deelt hij met Grabbe; in tegenstelling tot hem gelooft Büchner echter niet aan het heil van de heroïek en het nationalisme — hij verlangde naar omwenteling en een radicale omkering van de moraal in het algemeen. 
In vergelijking met zijn tijdgenoten worden de stukken van Büchner relatief vaak opgevoerd, ook buiten de Duitstalige wereld.

## Werken
- 1828 Gebadet in des Meeres blauer Fluth (gedicht)
- 1828 Die Nacht (gedicht)
- 1828 Leise hinterm düstren Nachtgewölke (gedicht)
- 1829 Der Helden-Tod der vierhundert Pforzheimer (redevoering)
- 1830 Rede zur Vertheidigung des Cato von Utika (redevoering)
- 1830 Über den Selbstmord (verhandeling)
- 1832 Der Kampf der Freiheit in Deutschland und die Verderbtheit der deutschen Regierungen (redevoering)
- 1834 Der Hessische Landbote (schotschrift)
- 1835 Dantons Tod (toneelstuk)
- 1835 Lenz (fragmentarische novelle[1]) Nederlandse vertaling: Lenz, Uitgeverij IJzer, 2010
- 1836 Leonce und Lena (toneelstuk)
- 1836 Sur le système nerveux du barbeau (verhandeling)
- 1836 Woyzeck (onvoltooid toneelstuk)

- Bibsys: 90051877
- Biblioteca Nacional de Chile: 000034845
- Biblioteca Nacional de España: XX867975
- Bibliothèque nationale de France: cb11890739h (data)
- Catàleg d'autoritats de noms i títols de Catalunya: 981058510887806706
- CiNii: DA00422737
- Digitale Bibliotheek voor de Nederlandse Letteren: buch019
- Gemeinsame Normdatei: 118516906
- Historisch woordenboek van Zwitserland: 011620
- International Standard Name Identifier: 0000 0001 2320 4805
- Library of Congress Control Number: n81125321
- Nationale Bibliotheek van Letland: 000039705
- MusicBrainz: 0f4dc6e8-1f86-4aa1-901f-556a51ceda1d
- Bibliotheek van het Japanse parlement: 00434705
- Nationale Bibliotheek van Tsjechië: jn20000700265
- Nationale bibliotheek van Australië: 35023343
- Nationale Bibliotheek van Israël: 987007259348505171
- Nationale Bibliotheek van Polen: a0000001202263
- Nationale en Universitaire bibliotheek Zagreb: 000049446
- Nederlandse Thesaurus van Auteursnamen: 068679165
- Istituto Centrale per il Catalogo Unico: CFIV075892
- LIBRIS: 179600
- SNAC: w6g450h5
- Système universitaire de documentation: 027499588
- Trove: 848838
- Virtual International Authority File: 36914262
- WorldCat: E39PBJdWRRFFqX4R9CJQ4Wc773